# Adriatische steur

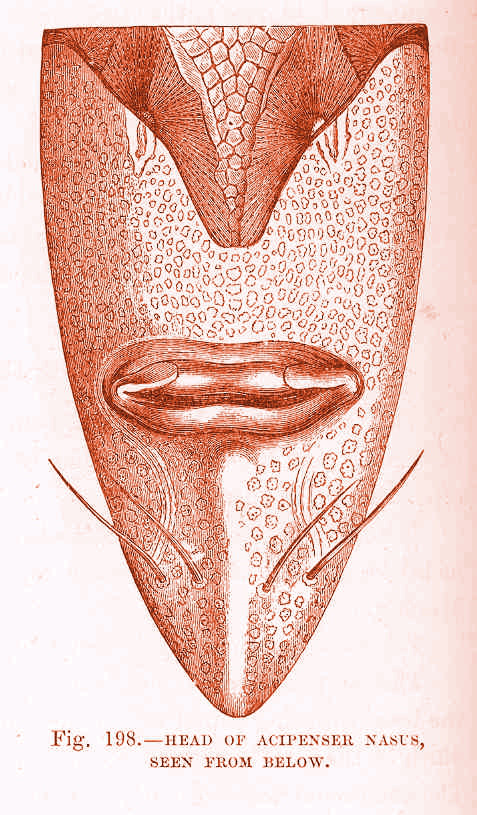
Onderzijde van de kop

De Adriatische steur (Acipenser naccarii) is een straalvinnige vissensoort uit de familie van de steuren (Acipenseridae). De soort komt van oorsprong voor in de Adriatische Zee tussen de mondingen van de Po (Italië) en de Buna (Albanië).
Door overbevissing en het afdammen van het leefgebied staat de Adriatische steur op de Rode Lijst van de IUCN als Kritiek (beoordelingsjaar 2022). De omvang van de populatie is volgens de IUCN stijgend, dankzij succesvolle herintroducties in Italië. Er is nog slechts één overlevende, natuurlijk paaiende populatie aanwezig bij samenvloeiing van de Ticino en de Po. Hiernaast zijn er incidentele waarnemingen in de Adriatische Zee en andere kustrivieren. De nog resterende paaipopulaties in Albanië zijn mogelijk uitgeroeid.

## Beschrijving
De Adriatische steur bereikt een maximale lengte van ongeveer 2 m en een maximaal gewicht van 25 kg. Net als andere steuren heeft het een met beenplaten bedekt langwerpig lichaam, een afgeplat rostrum en een kraakbenen skelet. De snuitpunt is breed en afgerond, de onderlip heeft een centrale kloof en de vier baarddraden staan dichter bij de punt van de snuit dan bij de mond. De rugvin heeft geen stekels en 36 tot 48 zachte stralen, de anale vin heeft 24 tot 31 zachte stralen. De dorsale kleur is olijfbruin, de flanken zijn bleker en de onderkant is wit.

## Ecologie
Steuren zijn langzaam groeiende, langlevende vissen die pas volwassen worden als ze vijftien tot twintig jaar oud zijn. Nadat de jonge vissen zijn opgegroeid in estuaria en kustwateren, brengen ze het grootste deel van hun leven door in grote rivieren, op zoek naar de bodem voor schaaldieren en kleine vissen die ze opzuigen met hun tandenloze, trechtervormige monden. Volwassen vissen trekken in het voorjaar  verder stroomopwaarts om te paaien in ondiepe heldere wateren met een grindige bodem. Veel van de traditionele paaigebieden zijn niet langer bereikbaar vanwege het afdammen van rivieren.
Een aantal organisaties zijn betrokken bij pogingen om deze soort te behouden. Er is een programma opgezet waarbij jonge vissen worden opgekweekt en vervolgens in het wild worden uitgezet. De gevangen kweekpopulatie voor dit programma bestaat uit ongeveer 25 individuele vissen. Onderzoek op basis van mitochondriaal en microsatelliet informatie wordt ingezet om vast te stellen hoe de genetische diversiteit van de vissen die in het kweekprogramma worden gebruikt, het beste kan worden verhoogd. Mede omdat is aangetoond dat de huidige kweekpopulatie slechts een deel van de genetische variatie bevat in de oorspronkelijke populatie. Ondanks de vrijlating van in gevangenschap gekweekte vissen zijn in het wild geen tekenen van uitbreidingen waargenomen.

## Afbeeldingen

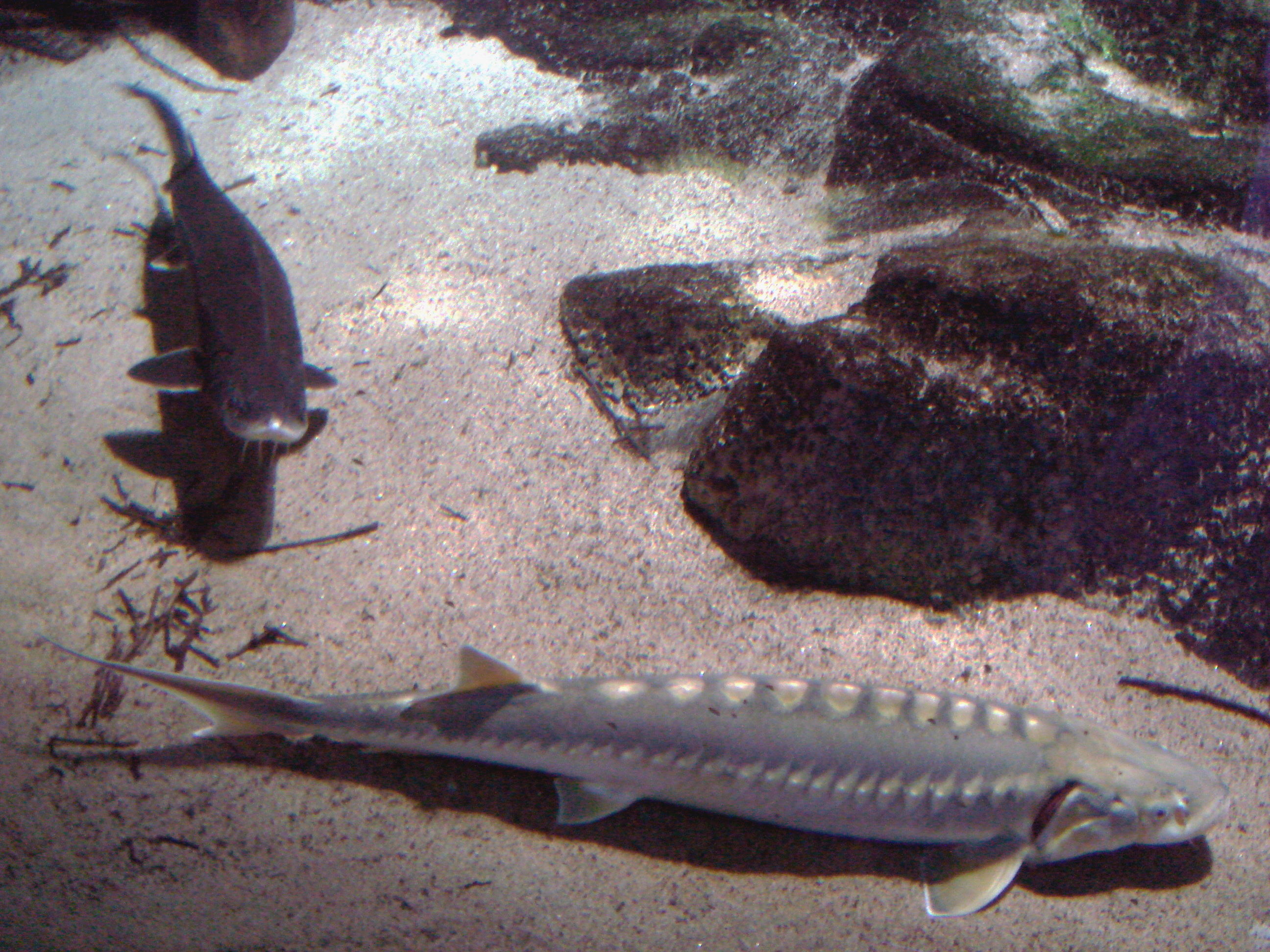
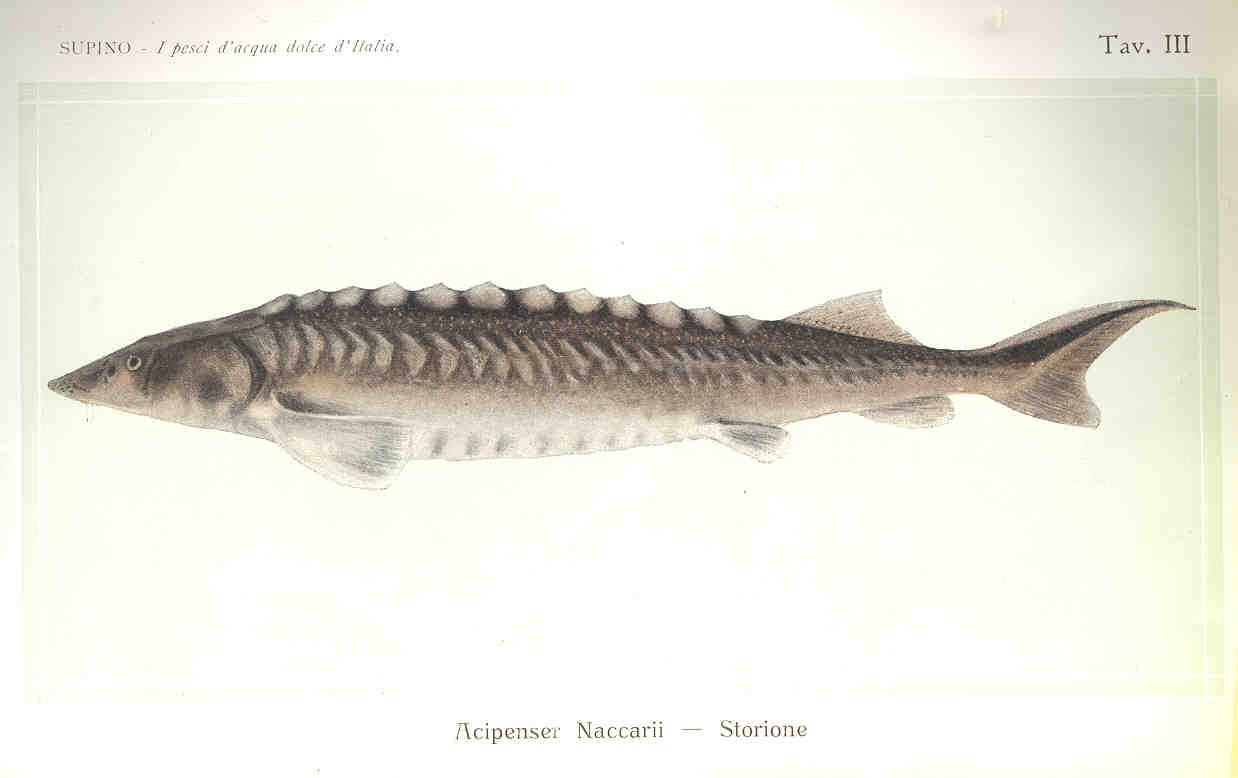